# Rubinyi Mózes
Rubinyi Mózes, született Rubin Mózes (Debrecen, 1881. április 1. – Budapest, 1965. szeptember 26.) irodalomtörténész, nyelvész. A Magyar Tudományos Akadémia levelező tagja.

## Élete
Rubin Bernát (1836–1924) és Friedländer Eszter gyermekeként született izraelita családban. Szülővárosában végezte a középiskolát, majd a budapesti egyetemen folytatta tanulmányait, mely idő alatt kétszer járt Moldvában, az ottani csángók nyelvjárásainak tanulmányozására. Később Lipcsében és Berlinben általános nyelvtudományt tanult. 1902-ben doktorált, 1903-ban szerezte meg tanári oklevelét. 1903-tól 1938-ig, nyugdíjazásáig a budapesti polgári iskola, illetőleg kereskedelmi iskola tanára volt. 1919-ben, a Tanácsköztársaság idején főiskolai tanárrá nevezték ki, mely tisztségtől a forradalom bukása után megfosztották. 1945 és 1948 között kinevezték Budapest főváros kulturális és tudományos ügyeinek előadójává. 1947-ben magántanárrá habilitálták A nyelvtudomány és irodalomtudomány határkérdései témakörben, 1947. július 29-én címzetes nyilvános rendkívüli tanárrá nevezték ki a Szegedi Tudományegyetem Bölcsészettudományi Karán. Az újonnan bevezetett szovjet tudományos szisztéma szerint 1952-ben  a nyelvtudományok kandidátusa fokozatot érte el.
Háromszor nősült. Első felesége Simonyi Ármin és Brüchler Berta lánya, Lenke (1882–1928) volt. A felesége halálát követően, 1930. december 18-án Budapesten, a Terézvárosban nőül vette Bodor Ilonát, akitől egy évvel később elvált. Harmadik felesége Simonyi Ármin és Brüchler Berta másik lánya, Ilona volt, akivel 1935. április 16-án Újpesten házasodott össze.

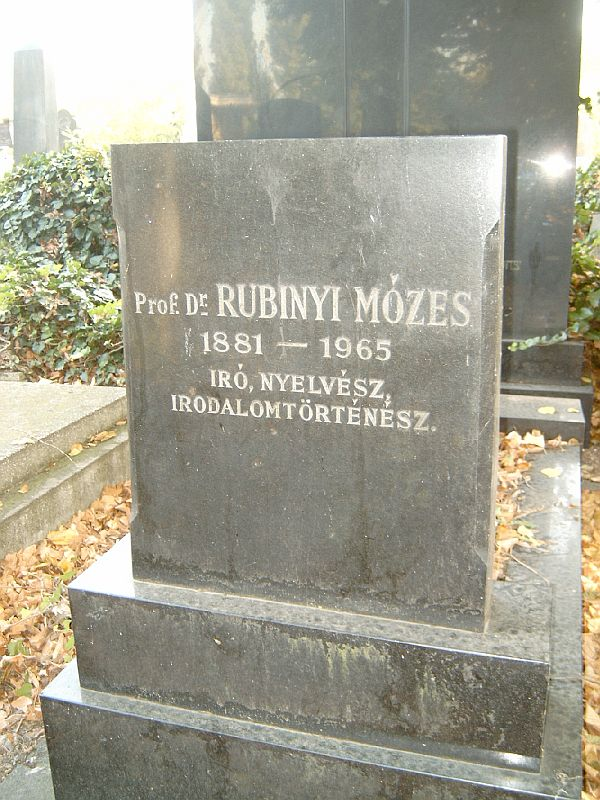
Rubinyi Mózes sírja Budapesten. Kozma utcai izraelita temető: 5B-9-2.

## Munkássága
Fő kutatási területe a nyelvesztétika, a magyar nyelvtudomány története, valamint Mikszáth Kálmán írásművészete. Sajtó alá rendezte Mikszáth Kálmán irodalmi hagyatékát 17 kötetben, Mikszáth Kálmánné visszaemlékezéseit (1922) és Mauks Kornélia A borzvári kastély titka c. művét (1924). Továbbá szerkesztőbizottsági tag volt a Magyar Nyelvőr c. magyar nyelvészeti szakfolyóiratnál. 1948-tól a Magyar Tudományos Akadémia levelező tagja volt. 1949-ben tanácskozó taggá fokozták le. Levelező tagságát 1989-ben állították vissza.
1929-től haláláig a Magyar PEN Club ügyvezető alelnöke volt. Az 1926-ban általa alapított Vajda János Társaságban is aktívan munkálkodott. A Magyar Irodalomtörténeti Társaságban a választmányi tagok sorába került. A La Fontaine Társaságban igazgatósági tag, a Magyar Nyelvtudományi Társaságnak, a Kisfaludy Társaságnak és a Petőfi Társaságnak tagja volt.

## Művei

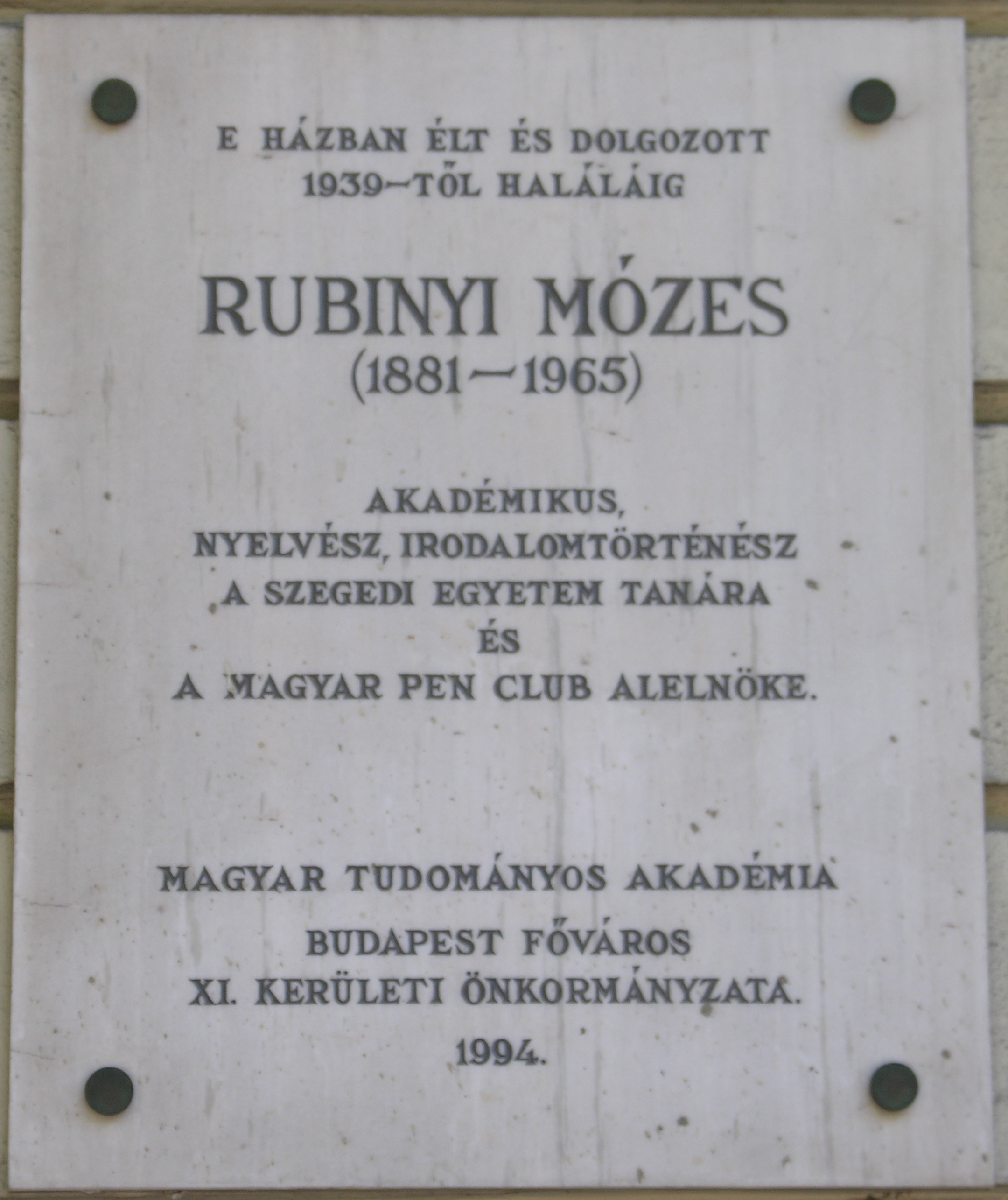
Emléktáblája egykori lakhelyén

- A moldvai csángókról. Vasárnapi Ujság, XLVII. évf. (1900) 42. sz. 690-692.
- A moldvai csángók múltja és jelene. Ethnographia, XII. évf. (1901) 3. sz. 115–124.; 4. sz. 166–175.
- Adalékok a moldvai csángók nyelvjáráshoz. Budapest, 1901. (Különlenyomat. a Magyar Nyelvőrből).
- Újabb adalékok a csángók nyelvjáráshoz. Budapest, 1902. (Különlenyomat. a Magyar Nyelvőrből).
- Csángóország. Kolozsvár: Erdélyi Kárpát-Egyesület, 1902.
- Die Csángó-Magyaren in der Moldau. Ethnographische Mittheilungen from Ungarn, VI. Band, IV–V. Heft, 1902, 59-67.
- Két tanulmány a nyelvészet és a nyelvművelés történetéből. Grimm és Révai. A Mondolatról s a nyelvújítás egy elhanyagolt forrásáról. Budapest: Athenaeum Irodalmi és Nyomdai R.-T., 1903. (Nyelvészeti Füzetek 6. Különlenyomat a Magyar Nyelvőrből).
- Irodalmi köznyelvünk szókincse. Magyar Nyelvőr, XXXIII. évf. (1904) 505–513; XXXIV. évf. (1905) 36–39.
- Révai Miklós élete és nyelvészeti törekvései. Szemelvényekkel. Írta és jegyzetekkel ellátta Rubinyi Mózes. Pozsony: Eder István. 1904. (Segédkönyvek a magyar nyelv és irodalom tanításához 13.)
- Általános nyelvtudomány. Budapest: Stampfel-féle könyvkiadóhivatal. 1907.
- Tanulmányok a romániai csángókról. Budapest: Markovits és Garai. 1906 (1907).
- A világnyelv kérdése. Budapest: Lampel. 1907. (Különlenyomat a Budapesti Szemle CXXXII. kötetéből); németül: Das Problem der Weltsprache. Ungarische Rundschau für Historische und Soziale Wissenschaften II. évf. 1. sz. (1913) 189–213.
- Nyelvesztétika. Budapest: Athenaeum. 1908.
- Mikszáth Kálmán stílusa és nyelve. Budapest: Révai. 1910.
- Az erdélyi magyar nyelvművelő társaság története. Budapest: Hornyánszky. 1911.
- Révai Miklós magyar nyelvi és irodalmi kézikönyve. Budapest: Magyar Tudományos Akadémia. 1912.
- A hangutánzás problémájának története. Budapest: Franklin. 1912, németül 1913.
- Mikszáth Kálmán élete és művei. Budapest: Révai. 1917.
- Ibsen Henrik. Budapest: Lampel R. Könyvkereskedése (Wodianer F. és fiai) Részvénytársaság. 1918.
- Vajda János. Budapest: Ethika 1922.
- Kiss József élete és munkássága. Budapest: Singer és Wolfner. 1926.
- Herczeg Ferenc, Budapest: Singer és Wolfner. 1926
- Újabb csángó följegyzések. Magyar Nyelvőr. LX. évf. 3–6. sz. (1931) 71–73.
- Adalékok a csángók múltjához és jelenéhez. Magyar Nyelvőr. LXIV. évf. 9–10. sz. (1935) 119–124.
- A nyolcvanéves Radó Antal, Budapest: Hungária. 1942.
- Simonyi Zsigmond helye a magyar nyelvtudomány történetében. Budapest: Magyar Tudományos Akadémia. 1949.
- Mikszáth népiskolai nyelvkönyve Magyar Nyelvőr, LXXVIII. évf.  (1954) 79-80.
- Emlékezések és tanulmányok. (Írásainak teljes bibliográfiájával). Budapest: Gondolat Kiadó. 1962.

Cikkei jelentek még meg a Keleti Szemlében, a Budapesti Hírlapban, az Újságban. 1902-től a lipcsei Literarisches Centralblattban a magyar nyelvtudományi munkákat ismertette.